# Arqueologia pós-processual
A arqueologia pós-processual, também referida como "arqueologia interpretativa" por seus adeptos, é um movimento na teoria arqueológica que enfatiza a subjetividade das interpretações arqueológicas. Apesar de apresentar uma vaga coesão, o pós-processualismo consiste em "correntes de pensamento muito diversas amalgamadas em um conjunto tênue de tradições". Existe dentro do movimento pós-processualista uma grande variedade de pontos de vista teóricos, incluindo o estruturalismo e o neo-marxismo, e uma diversidade de técnicas arqueológicas adotadas, tais como a fenomenologia.
O movimento pós-processualista surgiu no Reino Unido durante o fim da década de 1970 e início da década de 1980, encabeçado por arqueólogos tais como Ian Hodder, Daniel Miller, Christopher Tilley e Peter Ucko, que foram influenciados pela antropologia marxista francesa, pelo pós-modernismo e por tendências similares na antropologia cultural. Logo surgiram desenvolvimentos paralelos nos EUA. A princípio, o pós-processualismo era uma reação e uma crítica à arqueologia processual, um paradigma desenvolvido na década de 1960 pela "Nova Arqueologia" de Lewis Binford, entre outros, e que se tornou a abordagem dominante na arqueologia de língua inglesa durante os anos 1970. O pós-processualismo criticava pesadamente um dogma fundamental do processualismo, a sua defesa de que as interpretações arqueológicas poderiam chegar a conclusões completamente objetivas, desde que fosse aplicado o método científico. Os pós-processualistas também criticavam os trabalhos arqueológicos anteriores por sua grande ênfase nas interpretações materialistas do passado e por ser ética e politicamente irresponsáveis.
Nos EUA, os arqueólogos geralmente consideram o pós-processualismo como um paralelo ao movimento processual, enquanto que no Reino Unido, os movimentos permanecem separados e opostos. Em outras partes do mundo, o pós-processualismo teve menos impacto no pensamento arqueológico. Vários arqueólogos criticaram a arqueologia pós-processual em suas bases pós-modernas, entre outras razões por não formular um método consistente de análise.

## Abordagem da arqueologia

### Subjetivismo
A abordagem da arqueologia pelos pós-processualistas é diametralmente oposta à dos processualistas. Estes, como positivistas, acreditavam que o método científico poderia e deveria ser aplicado para a investigação arqueológica, permitindo aos arqueólogos apresentar afirmações objetivas com base nas evidências sobre sociedades do passado. Porém, a arqueologia pós-processual questionou essa postura, enfatizando que a interpretação arqueológica seria subjetiva, e não objetiva, e que o que a verdade que poderia ser apurada a partir do registro arqueológico seria muitas vezes relativa ao ponto de vista do arqueólogo responsável por escavar e apresentar os dados. Como observa o arqueólogo Matthew Johnson, "Os pós-processualistas sugeriram que nunca podemos confrontar teoria e dados; ao invés disso, vemos os dados através de uma cortina teórica."

### Interpretação
Pelo fato de acreditarem que a subjetividade seja inerente à arqueologia, os pós-processualistas argumentam que "todos os arqueólogos... admitindo ou não", sempre impõem seu próprio viés e visão de mundo em suas interpretações dos dados arqueológicos. Em muitos casos, eles sustentam que esse viés é essencialmente político. O antropólogo pós-processualista Daniel Miller acredita que a abordagem positivista dos processualistas, ao sustentar que apenas o que pode ser sentido, testado e previsto seria válido, apenas procuraria produzir um conhecimento técnico que facilita a opressão das pessoas comuns pelas elites. Em uma crítica semelhante, Miller e Chris Tilley acreditam que, ao promover o conceito de que as sociedades humanas seriam irresistivelmente moldadas por influências e pressões externas, os arqueólogos estariam aceitando tacitamente a injustiça social. Muitos processualistas levaram isso além e criticaram o fato do que arqueólogos de países ricos ocidentais estavam estudando e escrevendo as histórias de nações pobres e "subdesenvolvidas". Ian Hodder afirma que os arqueólogos não têm o direito de interpretar as pré-histórias de outros grupos étnicos e culturais, e que, ao invés disso, deveriam apenas fornecer aos indivíduos desses grupos a habilidade de construir as suas próprias visões do passado. Embora o ponto de vista de Hodder não tenha sido amplamente adotado pelos pós-processualistas, suas observações receberam apoio suficiente para uma oposição ao racismo, ao colonialismo e ao elitismo profissional dentro da disciplina, estabelecido no Congresso Internacional de Arqueologia de 1986.
Vários pós-processualistas, tais como Michael Shanks, Christopher Tilley e Peter Ucko, enfraqueceram "as pretensões da arqueologia em ser uma fonte absoluta de conhecimento sobre o passado", portanto "encorajando as pessoas a questionar e resistir a todas as formas de autoridade... Essa posição foi celebrada pelos seus apoiadores como uma postura democratizante para a arqueologia, limpando-a de pretensões elitistas".

## Compreendendo as sociedades do passado

### Materialismo e idealismo
Enquanto que os processualistas mantêm uma firme abordagem materialista, e a arqueologia histórico-cultural se mantém idealista, os pós-processualistas argumentam que as sociedades do passado devem ser interpretadas através de ideias tanto materialistas quanto idealistas. Como aponta Johnson, "Muitos pós-processualistas reivindicam que deveríamos rejeitar toda oposição entre o material e o ideal em primeiro lugar." Apesar de reconhecer que as sociedades do passado teriam interpretado o mundo ao seu redor de uma forma parcialmente materialista, os pós-processualistas argumentam que muitas sociedades históricas também colocaram uma grande ênfase na ideologia (incluindo a religião) ao interpretar seu mundo, influenciando seu comportamento. Exemplos de tal ideia podem ser vistos na obra de B. Knapp, que examinou como a elite social manipula a ideologia para manter seu controle econômico e político, e em Mike Parker Pearson, que afirma que as ferramentas seriam um produto da ideologia tanto quanto coroas ou códigos de leis.
Usando um exemplo para explicar essa crença em uma unidade entre materialismo e idealismo, o arqueólogo Matthew Johnson observou a ideia de paisagem entre sociedades do passado. Ele argumenta que:
Por um lado, uma visão materialista da paisagem tende a dar 6enfase a como ela seria como uma fonte de recursos, por exemplo para os caçadores-coletores ou grupos agrícolas primitivos. Isso leva, por exemplo, à teoria da exploração otimizada da terra e outros modelos econômicos para compreender como os povos exploravam a paisagem "racionalmente". Os pós-processualistas gostam de argumentar que paisagens são sempre vistas de formas diferentes por povos diferentes. Eles rejeitam a visão "racional" de uma paisagem como "conjunto de recursos naturais" como uma ideia de nossa própria sociedade, carregada de uma ideologia específica, carregada para ideias de mercadoria e exploração encontrados em nossa própria sociedade. Eles sugerem que os povos antigos teriam tido visões diferentes do que era "real" nessa paisagem. Por outro lado, uma visão exclusivamente idealista da paisagem também não funciona. Os pós-processualistas preferem salientar que tal compreensão da paisagem não foi formada de maneira abstrata - e que a forma como as pessoas se movimentavam e usavam essa paisagem afetou a sua compreensão dela.

### Estruturalismo
Vários pós-processualistas, embora não todos, aderiram à teoria do estruturalismo para compreender as sociedades históricas. O estruturalismo foi uma teoria desenvolvida pelo antropólogo francês Claude Lévi-Strauss (1908–2009) e defendia a ideia de que "os padrões culturais não precisam ser causados por nada além deles mesmos... [e que] por trás de toda cultura havia uma superestrutura, ou essência, profunda governada por suas próprias leis, das quais as pessoas não tinham consciência mas que garantiam a regularidade nas produções culturais que emanavam dela."No centro de sua teoria estruturalista, Lévi-Strauss defendia que "todo pensamento humano era governado por dicotomias conceituais, ou oposições bilaterais, tais como cultura/natureza, homem/mulher, dia/noite e vida/morte. Ele acreditava que o princípio das oposições era uma característica universal inerente ao cérebro humano, mas que cada cultura era baseada em uma seleção única de oposições." essa abordagem estruturalista foi primeiro tirada da antropologia para ser aplicada a formas de arqueologia pelo arqueólogo francês André Leroi-Gourhan (1911–1986), que a usou para interpretar símbolos pré-históricosem sua obra de 1964 Les Religions de Préhistoire.
Dentro do movimento pós-processualista, Ian Hodder se tornou "o principal expoente da abordagem estruturalista." Em um artigo de 1984, ele examinou as diferenças entre as casas e as tumbas da Europa neolítica e usou uma abordagem estruturalista como base para suas ideias sobre esse simbolismo. Continuou a usar o estruturalismo em seu livro fundamental, The Domestication of Europe (1990), para apresentar a ideia de que dentro da Europa neolítica havia uma dicotomia entre campo (agrios) e casa (domus), e essa dualidade seria mediada por uma fronteira (foris).

### Agência humana
| |  |  |
| Os sociólogos Karl Marx e Anthony Giddens foram figuras influentes no desenvolvimento das ideias pós-processuais sobre a agência humana. |  |  |

Os pós-processualistas também adotaram uma série de visões sobre a agência humana, argumentando que em outras abordagens teóricas sobre a arqueologia, tais como a arqueologia histórico-cultural e a arqueologia processual, "o indivíduo se perdeu", e os humanos são retratados como "joguetes passivos que seguem as regras sociais cegamente." Ao invés disso, os pós-processualistas argumentam que os humanos são agentes livres que em muitos casos agem em seus próprios interesses ao invés de simplesmente seguir regras sociais, e, ao aceitar essas ideias, os pós-processualistas argumentam que a sociedade é guiada pelo conflito. Influenciados pelo sociólogo Anthony Giddens (1938-) e sua teoria da estruturação, muitos pós-processualistas aceitam que a maioria dos seres humanos, embora conhecendo e entendendo as regras de sua sociedade, escolhem manipulá-las ao invés de aceitá-las de maneira obediente. Por sua vez, ao dobrar as regras sociais, estas eventualmente acabam mudando.
Outros pós-processualistas preferiram seguir a visão de Karl Marx (1818–1883) de que a luta de classes foi a força por trás das mudanças sociais. Dessa forma, eles compartilham semelhanças com a arqueologia marxista. Uma minoria dentre os pós-processualistas, tais como Julian Thomas, argumentaram, no entanto, que a agência humana não é um aspecto útil para examinar as sociedades do passado, e aceitam uma posição de determinismo cultural. 

## Arqueologias marginalizadas
O pós-processualismo coloca grande ênfase no estudo de grupos marginalizados em sua interação com a arqueologia.

### Arqueologia de gênero
Nas décadas de 1960 e 1970, surgiu a arqueologia feminista dentro do contexto da segunda onda do movimento feminista, argumentando que as mulheres haviam até então sido ignoradas pelos arqueólogos dentro do registro arqueológico. De acordo com a arqueóloga Sam Lucy, "as agendas da arqueologia feminista e do pós-processualismo destacaram a importância dos fatores sociais e políticos na investigação supostamente "objetiva".

## História

### Precedentes
Embora sem receber o nome de "arqueologia pós-processual" até 1985 (por um de seus principais proponentes, Ian Hodder) uma alternativa à arqueologia processual começou a se desenvolver durante a década de 1970. Alguns autores já haviam antecipado a emergência dessa teoria, como o antropólogo social Edmund Leach, que informava aos arqueólogos reunidos em uma discussão em 1971 sobre o tópico "A Explicação da Mudança Cultural", ocorrida na Universidade de Sheffield, que o estruturalismo cultural, que era então popular entre antropólogos sociais, logo faria sua inserção na comunidade arqueológica.
Bruce Trigger, um arqueólogo canadense que produziu um estudo seminal sobre a teoria arqueológica, identificou três grandes influências no surgimento do pós-processualismo. A primeira delas era "a antropologia social inspirada pelo marxismo, que havia se desenvolvido na França durante os anos 1960 e já influenciava a antropologia britânica." Como Trigger notava, "Isso teve suas raízes não no marxismo ortodoxo, mas sim em esforços para combinar o marxismo e o estruturalismo por antropólogos tais como Maurice Godelier, Emmanuel Terray e Pierre-Phillipe Rey". A segunda grande influência foi o pós-modernismo, que "enfatizava a natureza subjetiva do conhecimento e adotava um relativismo e idealismo extremos." Tendo se originado das disciplinas de literatura comparada, crítica literária e estudos culturais, o pensamento pós-modernista começava a se desenvolver também na arqueologia. A terceira influ6encia identificada por Trigger era o movimento da "nova antropologia cultural", dentro da disciplina da antropologia cultural, que havia surgido após o colapso da antropologia de Franz Boas. Os novos antropólogos culturais "denunciavam os estudos da evolução cultural como etnocêntricos, intelectual e moralmente insustentáveis em um ambiente multicultural e pós-colonial.

### Origens no Reino Unido
A arqueologia pós-processual começou no Reino Unido no fim dos anos 1970, tendo como ponta de lança vários arqueólogos britânicos que haviam se interessado por aspectos da antropologia marxista francesa. O mais destacado entre eles era Ian Hodder (nascido em 1948), antes adepto do processualismo e que havia consolidado seu nome através de sua análise econômica de padrões espaciais e do desenvolvimento pioneiro de estudos simulados, em particular relacionados a comércio, mercados e urbanização na Era do Ferro britânica e na Britânia romana. Influenciado pela Nova Geografia e pelo trabalho do processualista David Clarke, enquanto progredia sua pesquisa, ele se tornou cada vez mais cético de que tais modelos e simulações realmente testavam ou provavam qualquer coisa, chegando à conclusão de que um padrão particular no registro arqueológico poderia ser produzido por vários processos de estímulos diferentes, e que não havia como testar com precisão qual das alternativas seria a correta. Na realidade, ele passou a acreditar que mesmo usando a abordagem processual para compreender os dados arqueológicos, ainda havia muitas formas diferentes de interpretação dos dados, e que, portanto, arqueólogos diferentes poderiam chegar a conclusões radicalmente diferentes entre si, embora a teoria processualista afirmasse que o método científico lhe forneceria objetividade na interpretação dos fatos no registro arqueológico. Como resultado disso, Hodder se tornou cada vez mais crítico da abordagem processualista, desenvolvendo interesse nas formas em que a cultura moldava o comportamento humano. Ele foi apoiado nessa nova interpretação por vários de seus alunos, tais como Michael Spriggs.
Em 1980, vários dos pós-processualistas pioneiros promoveram uma conferência na Universidade de Cambridge, da qual resultou um livro, Symbolic and Structural Archaeology (1982), editado pelo próprio Hodder e publicado pela Cambridge University Press. Na introdução, Hodder destaca que:
Durante o começo do período de exploração e desenvolvimento de ideias, apresentações prematuras dos conferencistas e dos seminários individuais foram pronunciadas pelo grupo de Cambridge em outros departamentos de Arqueologia no Reino Unido e além. Os estudiosos que foram convidados a debater conosco em Cambridge naquele período muitas vezes sentiram, de maneira compreensível, que eram obrigados a manter uma oposição distinta. Embora certamente seja o caso que essas apresentações ocorreram antes de que nossas visões fossem consolidadas, e que eram agressivas em excesso, elas tiveram um papel importante no processo de inquérito e reformulação. Em particular, os contrastes que eram apresentados por nós e pelos outros estudiosos permitiam que as abordagens do grupo do seminário, e as diferenças de opinião dentro do grupo, fossem esclarecidas. A oposição destacou a nossa própria opinião, mas também trouxe luz para os becos escuros onde havia perigo de vagar. Nossa agressão resultava da convicção de que estávamos fazendo algo novo. Isso também foi importante. No período inicial havia uma ideia clara do que estava errado nas abordagens existentes, e havia uma crença de que algo mais poderia ser feito.
Bruce Trigger considerou esse livro uma "vitrine do pós-processualismo e um contraponto a New Perspectives in Archaeology", o livro de 1968 escrito pelo arqueólogo americano Lewis Binford (1931–2011) que ajudou a lançar o movimento processual.

### Desenvolvimento nos EUA
A arqueologia pós-processual se desenvolveu em boa parte de maneira independente na comunidade arqueológica dos EUA. Como tal, sua influência principal foi a teoria crítica, em oposição à antropologia marxista francesa que havia sido a maior influência de seus pares britânicos. Muitos arqueólogos americanos havia começado a perceber abordagens tendenciosas dentro da comunidade científica, e dentro do próprio movimento processual, que tentava ser científico. Eles também começaram a perceber elementos de preconceito étnico na arqueologia, em particular no que dizia respeito aos povos indígenas americanos, que em geral não haviam tido oportunidade de participar da gestão de seu próprio patrimônio até a década de 1990. Muitos arqueólogos americanos também começaram a perceber preconceitos de gênero na interpretação arqueológica e na disciplina como um todo, em que as mulheres ficavam largamente marginalizadas. Os anos 1980 viram as primeiras formas em que os estudos arqueológicos passaram a lidar com esses problemas, em especial a partir do artigo de Joan Gero intitulado "Gender bias in archaeology: a cross-cultural perspective" (1983) e do artigo de Margaret Conkey e de Janet Spector, "Archaeology and the Study of Gender" (1984). Entre os pós-processualistas houve menos ênfase em corrigir distorções de classe no registro arqueológico americano do que no estudo de diferenças étnicas e de gênero. Ao invés disso, foi principalmente entre arqueólogos históricos que as investigações sobre classes marginalizadas tais como trabalhadores e escravos tiveram vez.

## Críticas
Como notado pelos arqueólogos Colin Renfrew e Paul Bahn, "Para os seus maiores críticos, o pós-processualismo, apesar de fazer várias críticas válidas, apenas desenvolveu algumas das ideias e problemas teóricos introduzidas pelo processualismo. Para esses críticos, por ter trazido uma variedade de abordagens de outras disciplinas, o termo 'pós-processual', embora ecoando de forma bastante apropriada o epíteto de pós-moderno dos estudos literários, foi de um tom arrogante ao presumir que substituiria aquilo que com mais propriedade pode reivindicar como complemento."
Em seu artigo "Processual Archaeology and the Radical Critique" (1987), Timothy K. Earle e Robert W. Preucel examinaram o movimento pós-processualista como uma "crítica radical" do processualismo, e embora aceitem que este havia algum mérito e destacava alguns pontos importantes, chegaram à conclusão de que no todo a abordagem pós-processualista é falha porque não conseguiu produzir uma metodologia explícita.